# Jesse Ylönen
Jesse Ylönen (Scottsdale, Arizona, 3 de octubre de 1999) es un jugador profesional estadounidense de hockey sobre hielo que se desempeña en la posición de extremo derecho en Montreal Canadiens, equipo de la National Hockey League (NHL).

## Carrera
Fue seleccionado en la segunda ronda en la NHL Entry Draft de 2018. En 2020 hizo su debut profesional con el equipo Montreal Canadiens, donde lleva jugando cuatro temporadas.